# Bataille de Llucmajor

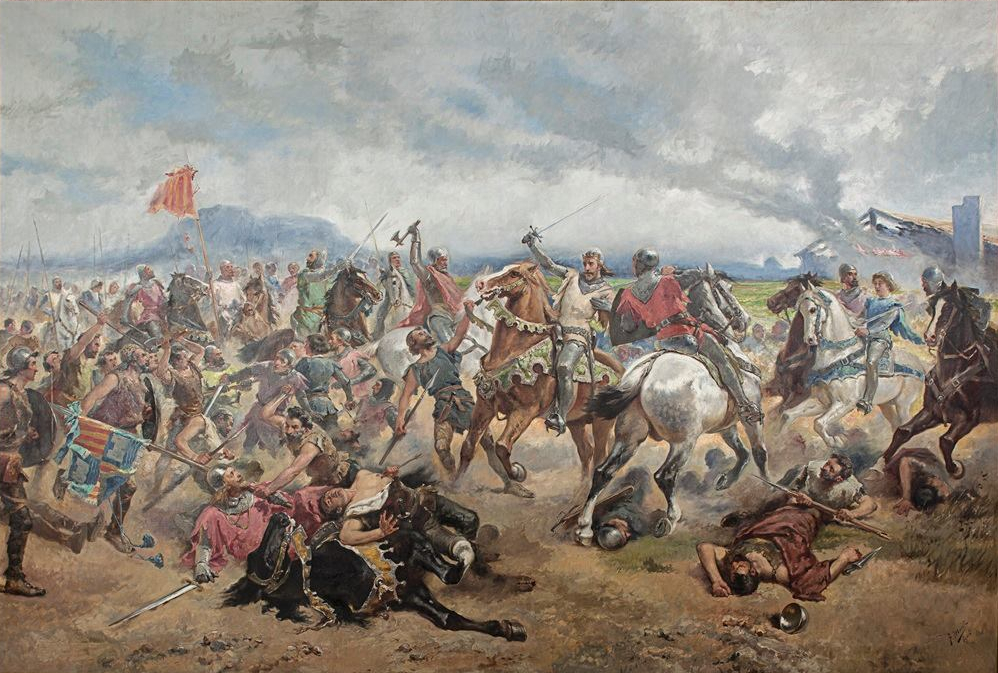
La Batallle de Llucmajor par Faust Morell Bellet (1902)

La bataille de Llucmajor se déroule le 25 octobre 1349 à proximité de la ville homonyme (à Majorque dans les Îles Baléares) et oppose les troupes de Pierre IV d'Aragon à l'armée du roi Jacques III de Majorque. Ce dernier est tué dans la bataille et la victoire permet à Pierre IV d'intégrer définitivement le royaume de Majorque à la Couronne d'Aragon.